# Exchequer
(The) Exchequer (engelska för ’räkenskapskammare’ eller ’skattkammare’) var ett engelskt och senare brittiskt ämbetsverk med under tidernas lopp mycket växlande funktioner. 
Benämningen kan härledas från medeltidslatinska scaccarium och franska échiquier, schackbräde, och uppkom troligtvis av att man i räkenskapskammaren använde ett bord som var överdraget med en duk som var indelad i kolumner och sannolikt genom där anbringade tvärlinjer fick en viss likhet med ett schackbräde. 
När fogdarna två gånger årligen redovisade sin uppbörd, skedde detta genom ett åskådlighetssystem: Dukens olika kolumner betecknade var och en ett särskilt penningslag (pence, shilling, pund, hundratal pund och så vidare) och på ena sidan uppstaplades marker som betecknade vad fogden skulle erlägga, medan på den andra på samma sätt markerades de utgifter för kronans räkning för vilka han vid redovisningen hade rätt att göra avdrag. Genom att ta bort ett lämpligt antal marker kunde man se hur hans konto stod. (Åskådlighetssystemet med trästockar användes i andra former ända fram till 1824, och deras uppbrännande lär ha förorsakat det gamla parlamentshusets brand 1834). 
En liknande räkning med ett slags karvstockar och penningvärdering tycks har förekommit redan under den anglosaxiska tiden, men exchequer-bordet infördes tydligen av någon av de första kungarna efter den normandiska erövringen, kanske av Henrik I av England (1100–1135) under vars tid motsvarande benämning (échiquier) förekom i hans hertigdöme Normandie. 
Med tiden utvecklades denna räkenskapskammare till en särskild underavdelning av den förvaltande och dömande rådsförsamling (curia regis), som omgav kungen. Den blev då ett slags finansdepartement, som förestods av skattmästaren (treasurer) och vars bisittare, även sedan de ej längre utsågs endast bland baroner eller stormän, utan också bland kungens skrivare, kallades barons of the exchequer (den främste av dessa kallades från Edvard II:s tid chief baron). De var beslutande tillsammans med skattmästaren, medan skattkammarkanslern (chancellor of the exchequer), som förvarade sigillet, till en början var underordnad dem. 
Denna organisation var fullt utbildad under Henrik III:s regering (1216–1272), då Court of exchequer (’kammarrätten’) även hade intagit sin plats som en av de tre kungliga domstolarna. Redan tidigt hade nämligen the exchequer börjat utöva domsrätt i ekonomiska mål, först endast i fråga om finansiella mellanhavanden med staten, senare även, trots upprepade förbud, i mål mellan enskilda. Dess domsrätt utvidgades mer och mer, så att den under Elisabet I blev jämställd med de båda andra höga kungliga domstolarna. Genom Judicature act från 1873 upphörde Court of exchequer att vara en särskild domstol och förvandlades till en av högsta domstolens (High court of justice) fem divisioner, Exchequerdivisionen. Den slopades emellertid redan 1881 och uppgick då i King’s bench division. 
Medan The Exchequer på detta sätt mist all andel i rättskipningen, fyllde det ytterligare en tid sin ursprungliga finansiella uppgift och ansågs framför allt som engelska statens stora räkenskapskontor, närmast motsvarande Statskontoret i Sverige. Med domsrätten hade barons of the exchequer försvunnit, och verkets främste ämbetsman var rikskontrollören (comptroller and auditor general). 
Nu lever namnet kvar framför allt i titeln Chancellor of the Exchequer för Storbritanniens finansminister.